# Radu IV de Valaquia
Radu IV de Valaquia, conocido también como Radu el Grande (en rumano: Radu cel Mare) (1467-1508) fue voivoda de Valaquia desde septiembre de 1495 a abril de 1508. Sucedió a su padre, Vlad Călugărul, un hermanastro de Vlad III. Se casó con la princesa Catalina Crnojević de Zeta (Catalina din Sarata) y fue sucedido a su muerte por su primo Mihnea I, hijo de su tío Vlad. Durante su gobierno mostró una política conciliadora con los turcos y fue vasallo del Imperio otomano.
Estuvo casado con Catalina din Sarata, de la que tuvo cinco hijos:
- Vlad VIII Vintilă de la Slatina
- Radu VII Paisie
- Mircea V Ciobanul
- Cărstina, casada en 1559 con Stanciul din Bratovoesti mare Spătar, fallecida en 1577.
- Ana
- Boba, con Monce Jupan y Logofăt (el Canciller) asesinado por Vintilă

Radu cel Mare también tuvo dos hijos ilegítimos:
- Radu V de la Afumaţi
- Radu VI Bădica

| Predecesor: Vlad Călugărul | Príncipe de Valaquia 1495-1508 | Sucesor: Mihnea I cel Rău |